# Thetis (inganno radar)
Il Thetis era un ingannatore radar

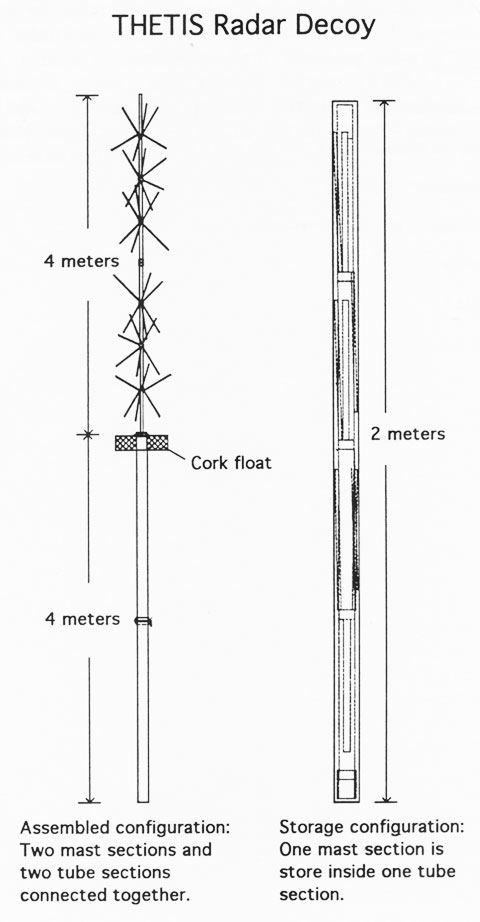
Schema del congegno Thetis

utilizzato dagli U-Boot tedeschi nella seconda guerra mondiale per confondere i radar alleati.
Il congegno veniva trasportato sotto la forma di un palo lungo circa due metri. Quando veniva impiegato si estendeva fino a una lunghezza complessiva di 8 metri, metà dei quali restava immersa. La parte superiore aveva una serie di
riflettori radar accordati sulla stessa lunghezza d'onda dei radar anti-sommergibile per restituire la stessa traccia radar di un U-Boat. L'imbarcazione tipica di questa classe, l'(Unterseeboot 66 (1941)) disponeva di 12 ingannatori Thetis.
Fu impiegato per la prima volta nel gennaio 1944 e furono immessi in quantità nel Golfo di Guascogna nel successivo luglio per simulare il pattugliamento di U-Boot durante lo  sbarco in Normandia.